# XII Festival de Antofagasta
La XII versión del Festival de Antofagasta, denominado El festival gratuito más grande de Chile, es un evento musical realizado los días 12, 13 y 14 de febrero de 2023 en el Estadio Regional Calvo y Bascuñán de la ciudad de Antofagasta en Chile, en conmemoración del aniversario de la ciudad.
El evento fue desarrollado por la Municipalidad de Antofagasta a través de la Corporación Cultural, esta vez, de la mano de su actual alcalde, Jonathan Velásquez, de manera totalmente gratuita, pero con la recolección de alimentos no perecibles y/o cooperación para ir en directo beneficio de los afectados por los Incendios forestales en Chile de 2023.

## Desarrollo

### Domingo 12 de febrero
- Soledad Arévalo
- Quique Neira
- Pailita
- Noche de Brujas

### Lunes 13 de febrero
- Stoker
- Be Strong
- Ankaly
- Andrés de León
- Zúmbale Primo
- Amar Azul

### Martes 14 de febrero
- Ely Arrué
- Son de Calle
- Bacilos
- Bombo Fica (humorista)
- Chico Trujillo
- Flor de Rap